# A Full Metal Panic! epizódjainak listája
Az alábbi szócikk a Full Metal Panic! című animével, két folytatásával, és annak epizódjaival foglalkozik. Az első sorozatot a Gonzo stúdió készítette, Csigira Kóicsi rendezésében, mely nagyban épít a korábban elkészült novellákra, abból is az első háromra. Az első széria összesen 24 részes, és 2002-ben került bemutatásra. A második és harmadik szériát a Kyoto Animation készítette és Takemoto Jasuhiró rendezte. Míg a második sorozat vicces történetekre épült, addig a harmadik már az első közvetlen folytatásának tekinthető. Éppen ezért ez is nagyban épít a novellákra és a "Sigma" mangasorozatra. A második sorozat 2003-ban, a harmadik pedig 2005-ben került levetítésre. 2006-ban készült egy OVA is, különálló történettel.
Az első széria főcímdala vagy nyitózenéje a Tomorrow (’Holnap’), zárózenéje pedig a Karenai Hana (枯れない花, ’Soha meg nem haló virág’). A második széria főcíme az Szore ga, Ai deshou? (それが、愛でしょう; Hepburn: Sore ga, Ai deshou?, ’Ez szerelem?’), zárózenéje Kimi ni Fuku Kaze (君に吹く風, ’A szél, ami hozzád fúj’). A harmadik sorozat főcíme a Minami Kaze (南風, ’Déli szél’), zárózenéje a Móicsido Kimi ni Aitai (もう一度君に会いたい; Hepburn: Mōichido Kimi ni Aitai, ’Szeretnélek újra látni’). Minden dalt Simokava Mikuni énekel.

## Epizódlista

### Full Metal Panic!
| # | Epizód címe | Első japán sugárzás |
| --- | --- | ------------------- |
| 1 | Az új megbízás Ki ni Naru Aicu va Gunszó (気になるあいつは軍曹; Hepburn: Ki ni Naru Aitsu wa Gunsō)                                 | 2002. január 8.     |
| A Mithril három tagját (Szagara Szószuke, Kurz Weber és Melissa Mao) áthelyezik Tokióba, hogy megelőzzék, hogy Csidori Kanamét elrabolják a terroristák. Fiatal kora és japán származása miatt Szószukét jelölik ki, hogy beépített ügynökként Kaname osztálytársa legyen. Habár katonás viselkedése furcsán hat, Kaname elismeri, hogy érdekesnek tartja.                                      | |                     |
| 2 | A testőr Mamotte Agetai (守ってあげたい; Hepburn: Mamotte Agetai)                                                                   | 2002. január 15.    |
| Szószuke képtelen beilleszkedni a középiskolások életébe és a legártalmatlanabb helyzeteket is túlreagálja. Kaname azt gondolja róla, hogy egy fegyver-őrült és nagyon zavarja, hogy mindenhová követi őt. Eközben egy terrorista, Gauron Kanamét szemeli ki célpontjának. | |                     |
| 3 | A leselkedő Lingerie Panic (ランジェリー·パニック)                                                                                  | 2002. január 22.    |
| Szószukéék csapata akcióba lép, mikor egy betörő belopózik Kaname lakására. Hamarosan kiderül azonban, hogy túlreagálták a dolgot. Ezalatt a Tuatha de Danaan csapást mér egy szovjet kutatóbázisra, így látszólag elhárul a veszély Kaname felől. Gauron azonban megmentette a bázison tárolt titkos adatokat.                                                                                 | |                     |
| 4 | Emberrablók markában Kidnap (キッド·ナップ)                                                                                         | 2002. január 29.    |
| Gauron eltéríti a repülőgépet, amivel Kaname osztálya utazna az osztálykirándulásukra. Miután leszállnak egy idegen országban, Kanamét elválasztják a többiektől és kísérleteket végeznek rajta. Szószuke elhatározza, hogy kiszabadítja őt, de a Mithril fontosabbnak tartja a túszok megmentését.                                                                                             | |                     |
| 5 | Suttogók Szaszajakaresi Mono (Wispered) (囁かれし者(ウィスパード); Hepburn: Sasayakareshi Mono (Wispered))                          | 2002. február 5.    |
| Szószuke kimenekíti Kanamét és egy Védelmező segítségével próbálnak elszökni, de Gauron megakadályozza azt. Megérkezik az erősítés a Mithriltől és Kurz harcolni kezd Gauronnal. A repülőgépek, amelyek a túszokat menekítik ki, Szószuke és Kaname nélkül szállnak fel. | |                     |
| 6 | Túlélők STILL ALIVE | 2002. február 12.   |
| Szószuke és Kaname az erdőbe menekül és találkoznak a sebesült Kurzcal, akinek a védelmezőjét Gauron semmisítette meg. Jelzőtűz segítségével próbálják értesíteni a Mithrilt, azonban az ellenség rájuk talál. Ekkor megérkezik az Arbalest, amit a Tuatha de Danaanról küldtek Szószukénak. | |                     |
| 7 | Csúcstechnika Boy Meets Girl (ボーイ·ミーツ·ガール)                                                                                 | 2002. február 19.   |
| Szószuke az Arbalestet használva harcolni kezd Gauron ezüst Védelmezőjével. Kaname a suttogó tudásával segít neki, hogy a Lambda-meghajtót használva győzni tudjon. Miután sikeresen elmenekülnek, Szószuke látja el továbbra is Kaname védelmét. | |                     |
| 8 | Próbarandi Part Time Steady (パートタイム·ステディ)                                                                                 | 2002. február 26.   |
| Sirai Kaname barátja szeretne lenni, emiatt Mizuki féltékenységből rosszindulatú hazugságokat terjeszt Kanaméról. Mizuki Szószukét okolja amiért Sirai szakított vele, ezért arra kéri, hogy játssza el a barátja szerepét, amíg találkozik a régi barátaival. | |                     |
| 9 | Kényes helyzet Abunai Safe House (あぶないセーフハウス; Hepburn: Abunai Safe House)                                                 | 2002. március 5.    |
| A Mithril őrizetbe vesz egy Takuma nevű terroristát, akit Tessa személyesen látogat meg, mivel gyaníthatóan képes a Lambda-meghajtó használatára. Azonban a terrorista társai rajtuk ütnek és elfogják Kalinint. Tessának azonban sikerül Takumával elmenekülnie Szószuke lakására. | |                     |
| 10 | Túszcsere Run Running Run (ラン·ランニング·ラン)                                                                                    | 2002. március 12.   |
| Mikor Kaname elmegy Szószuke lakására, félreérthető helyzetben találja őt együtt Tessával. Később rájönnek, hogy nem biztonságos a lakásban maradniuk, ezért az iskolában keresnek menedéket. Azonban Takumának sikerül értesítenie társait a hollétéről. Miután elfogják Tessát és Kanamét Szószuke túszcserére kényszerül.                                                                    | |                     |
| 11 | A gépszörny Behemoth Kakuszei (ベヘモス覚醒; Hepburn: Behemoth Kakusei)                                                             | 2002. március 19.   |
| Miután a túszcsere sikertelen volt, Tessát és Kanamét elviszik a terroristák búvóhelyére. Szószuke eközben találkozik Melissával és Kurzcal, és elindulnak kiszabadítani a barátaikat. Miközben kimenekítik őket, Takuma beindítja a Behemótot. | |                     |
| 12 | Párbaj One Night Stand (ワン·ナイト·スタンド)                                                                                       | 2002. március 26.   |
| A Behemót szétzúzza Melissa Védelmezőjét, majd üldözőbe veszi Szószukét, Kurzot, Kanamét és Tessát, akik egy furgonnal menekülnek. A Tuatha de Danaanról egy rakétával elküldik hozzájuk az Arbalestet, majd Kaname és Tessa a suttogó-képességeiket használva segítenek Szószukénak megtalálni a Behemót gyenge pontját.                                                                       | |                     |
| 13 | Vetélytársak Neko to Koneko no R&R (Rock 'n' Roll) (猫と子猫のR&R(ロックンロール); Hepburn: Neko to Koneko no R & R (Rock 'n' Roll) | 2002. április 2.    |
| Tessa és Melissa úgy dönt, hogy egy Védelmező-párbajban fognak lerendezni egy vitát. Mivel Tessa tapasztalatlan a Védelmezők irányításában, Szószukét kéri fel, hogy segítse a felkészülését. | |                     |
| 14 | Robotbemutató Narasino va Moete iru ka? (習志野は燃えているか?; Hepburn: Narashino wa Moete iru ka?)                                | 2002. április 9.    |
| Szószuke és Kaname a barátaikkal a narasinói katonai fesztiválra látogatnak a nyári szünetben. Az éves Védelmező-versenyen Szószuke és Sindzsi is segít Sindzsi apjának csapatán, hogy a Nerimai Vörös Sárkányok ne tudjanak tisztességtelenül győzni, mint minden évben. | |                     |
| 15 | Szemtől szembe 1. rész Kokjó ni Mau Kaze Zenpen (故郷に舞う風·前編; Hepburn: Kokyō ni Mau Kaze Zenpen)                              | 2002. április 16.   |
| Szószukét Helmadzsisztánba küldik, miután kiderül, Gauron életben van. Az ideiglenes társai közül többen ellenségesen bánnak vele a kora miatt. Mivel figyelmen kívül hagyják a tanácsait, a tervezett rajtaütésük Gauronon szerencsétlenül alakul. | |                     |
| 16 | Szemtől szembe 2. rész Kokjó ni Mau Kaze Csúhen (故郷に舞う風·中編; Hepburn: Kokyō ni Mau Kaze Chūhen)                              | 2002. április 23.   |
| Szószuke és a megmaradt csapattagok egy barlangban találnak menedéket a sebesült társuknak. Azonban nem tudják, hogy Szószuke gyerekkori barátja, Zaied segít Gauronnak és képes átlátni a taktikáján. | |                     |
| 17 | Szemtől szembe 3. rész Kokjó ni Mau Kaze Kóhen (故郷に舞う風·後編; Hepburn: Kokyō ni Mau Kaze Kōhen)                                | 2002. április 30.   |
| Szószuke Zaieddel harcol, miközben Gauron egymás után öli meg a csapat többi tagjait. Szószuke az utolsó pillanatban felülkerekedik Zaieden, majd Gauront is legyőzi a Lambda-meghajtót használva. | |                     |
| 18 | Buli a tenger mélyén Sinkai Party (深海パーティ; Hepburn: Shinkai Party)                                                            | 2002. május 7.      |
| Szószuke elhívja Kanamét egy szigetre, hogy kettesben legyenek. Azonban egy küldetés miatt a Tuatha de Danaanra kell menniük. Az egész legénység üdvözli Kanamét és megrendezik a tengeralattjáró első évfordulós buliját. | |                     |
| 19 | Újoncok Engage Six Seven (エンゲージ·シックス·セブン)                                                                               | 2002. május 14.     |
| A tengeralattjáró fürdőjében Melissa elmeséli Tessának és Kanamének, hogyan találkozott először Szószukével és Kurzcal egy évvel ezelőtt, mikor újoncokat toborzott. Először esélytelennek találta mindkettőjüket, de egy bevetésen mutatott képességeiket látva meggondolta magát. | |                     |
| 20 | Megtorlás Venom no Hi (ヴェノムの火; Hepburn: Venom no Hi)                                                                          | 2002. május 21.     |
| A küldetés előtt Tessa beszél Kanaménak a suttogókról és a rezonanciáról. Ez után az SRT küldetésre indul Gauron ellen a Perio-szigeten. A harc során Szószuke képtelen a Lambda-meghajtót használni és Melissa is súlyosan megsérül, de végül Gauron megadja magát. | |                     |
| 21 | Csapda a mélyben Deep Trap (ディープ·トラップ)                                                                                      | 2002. május 28.     |
| Szószuke magát és az Arbalestet hibáztatja Melissa sérülése miatt és Kanamén vezeti le a feszültségét. Gauron két áruló segítségével kiszabadul, átveszi a tengeralattjáró felett az irányítást egy speciális programmal és túszul ejti Kanamét és az irányítószemélyzetet. | |                     |
| 22 | A szellemhajó Jack in the Box (ジャック·イン·ザ·ボックス)                                                                           | 2002. június 4.     |
| Tessa rezonanciát használva elmondja Kanamének, mit kell tennie, hogy visszaszerezzék Dana fölött az irányítást, majd sikerül megszöktetnie. Gauron megtámad egy amerikai hadihajót, ezzel a Danaan ellen fordítva az amerikaiakat. A két áruló üldözi Kanamét, de Szószuke és Kurz felveszik velük a harcot.                                                                                   | |                     |
| 23 | A nagy összecsapás Kjodzsin no Field (巨人のフィールド; Hepburn: Kyojin no Field)                                                   | 2002. június 11.    |
| Kurz Mao segítségével legyőzi az egyik árulót. Kaname a tengeralattjáró TAROS-án keresztül csatlakozik Dana-hoz. Majd Tessával rezonálva visszaveszik az irányítást és megmentik a tengeralattjárót az amerikai torpedóktól. Gauron elmenekül a hídról és beszáll a Védelmezőjébe, de addigra Szószuke is beszáll az Arbalestbe.                                                                | |                     |
| 24 | Leszámolás Into the Blue (イントゥ·ザ·ブルー)                                                                                       | 2002. június 18.    |
| Szószuke és Gauron a tengeralattjáró hangárjában harcolnak. Gauron bekapcsolja a Védelmezője önmegsemmisítőjét, hogy mindenkit megöljön magával együtt. Kaname kinyitja a felső zsilipkaput, így Szószuke ki tudja dobni Gauron Védelmezőjét, mielőtt az felrobbanna. Mielőtt visszaindulnának Tokióba, Szószuke egy rövid időre elviszi Kanamét arra a szigetre, ahová eredetileg is tervezte. | |                     |

### Full Metal Panic? Fumoffu
A rideg, kívülről érzéketlennek tűnő Szószuke, és a szintén nehéz természetű Kaname kapcsolata nem virágzott ki egyértelműen az első sorozat alatt. Bár nem feltétlenül emiatt, de a Fumoffu legfőképpen kettejük kapcsolatára épít. Szószuke feladata továbbra is megvédeni Csidorit, azzal az egyetlen bökkenővel, hogy itt nincsenek valódi ellenségek. A beilleszkedési problémákkal küszködő tinédzser lehetetlen helyzetekbe sodorja iskolatársait (és nem feltétlenül csak a suliban). Az első sorozattal ellentétben a Fumoffu kifejezetten egy rekeszizmokat veszélyeztető, átlagon felüli vígjáték. Azonban néhány túl bizarr poén miatt a magyar DVD-kiadás - az első sorozattal együtt - 16-os korhatárral jelent meg, illetve 2006. évben az A+ televíziócsatorna a Fumoffut csak 22 óra után vetítette.
| # | Epizód címe | Első japán sugárzás  |
| --- | --- | -------------------- |
| 1 | Nincs alku «a» Minami Kara Kita Otoko (南から来た男; Hepburn: Minami Kara Kita Otoko) «b» Dakjó Mujó no Hostage (妥協無用のホステージ; Hepburn: Dakyō Muyō no Hostage)                         | 2003. augusztus 26.  |
| Egy lány szerelmes levelet hagy Szószuke szekrényében, amiben találkozóra hívja őt. Mikor Szószuke észreveszi a nyomokat, úgy dönt, felrobbantja a szekrényt. A levél töredékeiből azt a következtetést vonja le, hogy az egy fenyegetés, és a találkozón lesből figyeli a "gyanús személyt". Szószuke összetűzésbe keveredik egy bandával, de a fegyverével könnyedén elbánik velük. Miután a bandavezér túszul ejti Kanamét, Szószuke elrabolja a vezér öccsét és túszcserét ajánl. | |                      |
| 2 | Balhé a büfében «a» Szurecsigai no Hostility (すれ違いのホスティリティ; Hepburn: Surechigai no Hostility) «b» Karamavari no Lunchtime (空回りのランチタイム; Hepburn: Karamawari no Lunchtime) | 2003. augusztus 26.  |
| Szószuke fellépése pánikot okoz az iskolai büfében, ami miatt a büfések sérüléseket szenvednek. Mivel képtelenek ellátni feladatukat, Szószukénak és Kanaménak kell helyettesíteniük őket. A dühös testneveléstanár megpróbálja szabotálni őket, de többször is beleesik a Szószuke által felállított csapdákba. Kaname kölcsönadja Szószukénak a füzetét, hogy meg tudja csinálni a házi feladatát. Másnap kellene leadnia, de Szószuke otthon felejti azt. Közösen hazarohannak, hogy még az óra előtt visszaérjenek a füzettel. Végül kiderül, hogy fölösleges volt a rohanás, mivel a tanár éppen beteg.                                                              | |                      |
| 3 | Tengerparti baklövés Kótecu no Summer Illusion (鋼鉄のサマーイリュージョン; Hepburn: Kōtetsu no Summer Illusion)                                                                               | 2003. szeptember 2.  |
| Kanaméék a tengerparton töltik a napot, de Szószuke érzéketlensége feldühíti a lányt. Ez után egy gazdag fiú meghívja a házába egy teára. Szószuke azt hiszi, hogy elrabolták és elindul, hogy kiszabadítsa. Kaname viszont azt mondja a fiúnak, hogy Szószuke csak zaklatja őt, ezért a fiú megbízza szolgálóit, hogy akadályozzák meg Szószukét. | |                      |
| 4 | Terepmunka «a» Geidzsucu no Hamburger Hill (芸術のハンバーガー·ヒル; Hepburn: Geijutsu no Hamburger Hill) «b» Icsizu na Stakeout (一途なステイクアウト; Hepburn: Ichizu na Stakeout)           | 2003. szeptember 9.  |
| Egy parkban megtartott rajzórán Szószukét választják ki, hogy álljon modellt. Ő azonban félreérti a feladatát, mi szerint "eggyé kell váljon a természettel". Az erdőben rejtőzködik, ezért az osztálytársai a megkeresésére indulnak, de Szószuke egyenként cserkészi be őket. Kaname egy volt osztálytársával elmegy randizni egy vidámparkba, mialatt Szószuke és Kjóko titokban megfigyelik őket. Mikor egy csoport részeg jakuza megtámadja Kanamét, Szószuke a védelmére kel, de mindezt egy Bonta-jelmezben, hogy ne fedje fel kilétét Kaname előtt. A fiú, akivel Kaname randizott, megkéri őt, hogy legyen a barátnője, de ő ezt visszautasítja.                 | |                      |
| 5 | A karate mester «a» Dzsun de Fudzsun na Grappler (純で不純なグラップラー; Hepburn: Jun de Fujun na Grappler) «b» Zen'i no Trespass (善意のトレスパス; Hepburn: Zen'i no Trespass)              | 2003. október 7.     |
| Szószuke és Kaname felkéri az amatőr karateklubot, hogy hagyják el az edzőtermüket, mivel azt le kell bontani. A klub tagjai viszont nem hajlandóak elhagyni azt, csak ha legyőzik őket. Szószuke a sajátos módszereivel könnyen elbánik velük, de a klub vezetőjével, Cubakival (aki előző nap mentette meg Kanamét) már nehezebb dolga van. Cubaki revansot akar venni Szószukén, de tévedésből a gondnokot támadja meg. Hajasimizu azt javasolja, az legyen a párbaj nyertese, aki jobban segít a beteg gondnoknak, de csak több kárt okoznak, mint hasznot. A gondnok egészen addig türelmes marad, amíg az általa nevelt pontyot fel nem szolgálják neki vacsorának. | |                      |
| 6 | Rémmese «a» Osiuri no Fetish (押し売りのフェティッシュ; Hepburn: Oshiuri no Fetish) «b» Kurajami no Patient (暗闇のペイシェント; Hepburn: Kurayami no Patient)                                 | 2003. szeptember 16. |
| Az iskola környékén egy szatír lányokat támad meg és lófarkat csinál a hajukból. Miután Kjókot is megtámadja, Kaname azzal segíti a nyomozást, hogy aznap este elvállalja a csali szerepét. Miközben Szószuke Bonta-jelmezben egy rendőrnővel harcol, a szatír üldözőbe veszi Kanamét. Kaname elhatározza, hogy megismerteti Szószukéval a félelmet, ezért elviszi őt egy szellemjárta kórházba, de Szószukét semmi sem tudja megijeszteni, kivéve az amikor Kaname veszélybe kerül. Végül kiderül, hogy a "szellemjárás"-t csak gyerekek találták ki, hogy távol tartsák a embereket.                                                                                    | |                      |
| 7 | Kemény kiképzés Jari Szugi no Warcry (やりすぎのウォークライ; Hepburn: Yari Sugi no Warcry) | 2003. október 14.    |
| Az iskolai rögbiklubnak egy utolsó esélyt adnak: nem számolják fel őket, ha a következő meccset megnyerik. Kanamét és Szószukét bízzák meg, hogy készítsék fel őket. A csapatot túl puhánynak találják, ezért Szószuke kemény kiképzésnek veti alá őket, de végül túllő a célon. | |                      |
| 8 | Váratlan vendég 1. rész Megami no Rainicsi (Dzsunan Hen) (女神の来日(受難編); Hepburn: Megami no Rainichi (Junan Hen))                                                                         | 2003. október 21.    |
| Amíg a Tuatha de Danaan javítás alatt áll, Tessa úgy dönt kikapcsolódásként két hetet cserediákként eltölt a Dzsindai Gimnáziumban. Ez idő alatt Szószuke lakásán lakik és a védelmét is neki kell ellátnia. Melissát is odarendelték, de a gépe késik és Szószuke is egyre jobban túlhajszolja magát. | |                      |
| 9 | Váratlan vendég 2. rész Megami no Rainicsi (Onszen Hen) (女神の来日(温泉編); Hepburn: Megami no Rainichi (Onsen Hen))                                                                          | 2003. október 28.    |
| Tessa nyaralásának lezárásaként a baráti társaság elmegy egy forró vizes fürdőbe a hétvégére. Kurz a fiúkkal azt tervezi, hogy kihasználják az alkalmat és meglesik a lányokat fürdőzés közben, de a Szószuke által felállított csapdák megakadályozzák ezt. | |                      |
| 10 | Az osztag Dzsingi Naki Fancy (仁義なきファンシー; Hepburn: Jingi Naki Fancy) | 2003. november 4.    |
| Mikihara Renről kiderül, hogy az apja egy jakuza banda főnöke és segítséget kérnek Szószukétól, hogy legyőzhessék a rivális bandát. Szószuke a Bonta-jelmezben vezeti a kiképzést, amíg Kaname tolmácsolja a szavait. A rivális banda elrabolja Rent és Kanamét, ezért a Mikihara banda a kiszabadításukra indul. | |                      |
| 11 | Szoknyavadászat Mamanaranai Bluebird (ままならないブルーバード; Hepburn: Mamanaranai Bluebird)                                                                                                 | 2003. november 11.   |
| A Szociális Ismeretek Klub versenyt rendez, hogy eldöntsék, ki kapja meg a klubhelységüket: az a klub nyer, amelyiknek a tagjai több lányt tudnak elhívni magukkal. Szószuke is részt vesz a fotósklub tagjaként, de egyáltalán nem tud flörtölni. Végül Kaname megmenti a megalázó vereségtől. | |                      |
| 12 | A Ruhafaló vírus Go Dzsikan Me no Hot Spot (五時間目のホット·スポット; Hepburn: Go Jikan Me no Hot Spot)                                                                                       | 2003. november 18.   |
| Ono-D véletlenül kinyitja Szószuke tartályát, amiben valamilyen vegyi fegyver van. Hogy megakadályozza a kórokozó továbbterjedését, Szószuke karantén alá vonja az osztálytermet. Végül kiderül, hogy a tartályban lévő vírus nem halálos, de lebont minden szintetikus ruhadarabot. | |                      |

### Full Metal Panic! The Second Raid
Három hónap telt el az első sorozat lezárulása óta. Szagara Szószuke két, egymástól igen eltérő életforma között ingázik. A Mithril zsoldosaként folyamatosan részt vesz terrorista csoportok elleni hadműveletekben, ugyanakkor a Dzsindai középiskolában gondoskodik Kaname védelméről. Egyre kevesebb időt tölt a lány közelében, és kettős élete egyre jobban kiütközik mindennapi viselkedésén. A Mithril főparancsnoksága megtudja, hogy egy ismeretlen szekta polgárháborút próbál kirobbantani Kínában, ezért a szervezet fokozza a harckészültséget. Az új ellenség sorait olyan figurák erősítik, mint a pszichopata Gates, illetve a hidegvérrel gyilkoló Xia-Yu-ikrek. Tessa kapitányra és csapatára tehát a korábbinál is nagyobb felelősség hárul.
Szószukénak megüzenik, hogy korábbi feladatát át kell adnia, és soha többet nem veheti fel a kapcsolatot Kaname környezetével. A fiú teljesíti a parancsot, de többé nem találja a helyét hivatásában, jelleme folyamatosan hanyatlani kezd. Ráadásul felettesei tőle várják az Arbalest Lambda-meghajtójának a használatát, és ehhez pont a Szószukéból kifakuló harciszellemre volna szükség. Eközben egy rejtélyes megbízó elküldi a Xia-ikreket, Yu-Fant és Yu-Lant, hogy kutassák fel, és öljék meg Csidori Kanamét. A lány magára marad, és kénytelen fegyvert fogni, hogy életben maradjon. Mindkét főszereplő megszenvedi a másik hiányát, s lassan fény derül a Mithril konkurens szervezetének kilétére.
A grafika, az akciójelenetek, és a karakterek kidolgozottsága új szintre jutott a TSR-ben. Sötétebb és komolyabb, mint elődei. Sok olyan véres jelenetet és szexualitással kapcsolatos momentumokat tartalmaz, amelyek miatt megtekintése legalább 16 éves kortól ajánlható.
| # | Epizód címe | Első japán sugárzás  |
| --- | --- | -------------------- |
| 1 | Ovaru Hibi (終わる日々; Hepburn: Owaru Hibi)                                                                        | 2005. július 13.     |
| Az SRT egy polgárháború sújtotta városból segíti kimenekíteni a civileket, azonban meglepő módon az ellenség olyan fegyvereket használ, amelyek a Mithril technikájával vetekednek. Úgy vélik, hogy a háttérből egy jól felszerelt szervezet támogathatja őket.                                                                                             | |                      |
| 2 | Szuimenka no Dzsókei (水面下の状景; Hepburn: Suimenka no Jōkei)                                                     | 2005. július 20.     |
| Szószuke és Sindzsi azután nyomoznak, hogy ki tett fel az internetre kínos fényképeket Kanaméról. Eközben Gates a fizetségét hajtja be az üzletfelein és a korábbi ütközet eseményeit próbálja rekonstruálni. | |                      |
| 3 | Meikjú to Rjú (迷宮と竜; Hepburn: Meikyū to Ryū)                                                                    | 2005. július 27.     |
| Nanking-ban az Amalgam elrabolja az észak- és dél-kínai békedelegáció tagjait, és a Jangce alatti csatornarendszerben elbarikádozza magát. A Mithril mentőakcióval próbálkozik, de csapdába sétálnak. | |                      |
| 4 | Daylight (デイライト)                                                                                               | 2005. augusztus 3.   |
| A Mithril eleinte zavarodott, hogy az ellenség hogyan képes követni a mozdulataikat. Amint rájönnek, hogy a kommunikációjuk kitudódott, Tessa és Kalinin hamis parancsokat adnak az ellenség megtévesztésére. Így sikerül kimenekíteni csapatukat. | |                      |
| 5 | Uruvasiki Sicilia (うるわしきシチリア; Hepburn: Uruwashiki Sicilia)                                                 | 2005. augusztus 10.  |
| Az SRT tagjai Szicíliába utaznak, hogy elfogják az árulót a nanjingi küldetésről. Szószuke nehezen találja az egyensúlyt a munkája és az iskola között, miközben Kanamével telefonon beszélget és egy menekülő autót vezet egy időben. Miután megmenekülnek egy titokzatos védelmező segítségével, Melissa kérdőre vonja Szószukét a jövőbeni tervei miatt. | |                      |
| 6 | Edge of Heaven (エッジ·オブ·ヘヴン)                                                                                 | 2005. augusztus 17.  |
| A Mithril megpróbál minél több információt megtudni a titokzatos Amalgam nevű szervezetről. Kaname és Szószuke kapcsolata kezd elmélyülni, azonban Szószukét hirtelen áthelyezik és megtiltják neki, hogy többé találkozzon Kanamével. | |                      |
| 7 | Tori no Koszarete (とりのこされて; Hepburn: Tori no Kosarete)                                                       | 2005. augusztus 24.  |
| Szószuke vitába száll Wraith-el, az őt helyettesítő ügynökkel Kaname védelméről. Kaname azon tűnődik, hogy Szószuke miért nem jött iskolába és emiatt elkezd aggódni. Mikor megpróbálja felkeresni őt, a lakását már üresen találja. | |                      |
| 8 | Jungle Groove (ジャングル·グルーブ)                                                                                 | 2005. szeptember 14. |
| Visszatérve a Merida-szigetre, Tessa lehordja Szószukét, amiért érzelmileg kötődött Kanaméhoz és elhanyagolja a többi feladatát. Az SRT új vezetőt kap Belfangan Clouseau személyében, aki kihívja Szószukét egy Védelmező-párbajra, hogy ezzel segítsen neki az Arbalest megfelelő működtetésében.                                                         | |                      |
| 9 | Kanodzso no Mondai (彼女の問題; Hepburn: Kanojo no Mondai)                                                          | 2005. szeptember 21. |
| Kaname konfrontálódik Wraith-el Szószuke áthelyezése kapcsán, azonban egy bérgyilkos közbeavatkozik. Kaname túljár az eszén, majd megjelenik Leonard Testarossa az Amalgamtól és megöli a bérgyilkost. Leonard, a lány akarata ellenére megcsókolja Kanamét.                                                                                                | |                      |
| 10 | Futacu no Hong Kong (ふたつの香港; Hepburn: Futatsu no Hong Kong)                                                   | 2005. szeptember 28. |
| Szószukét és Melissát a megosztott Hongkongba küldik néhány más SRT és PRT-taggal együtt, hogy megtaláljanak egy Codarl (m)-típusú védelmezőt, ami a kínai katonákat támadja. Azonban Szószuke nem tud megbirkózni érzéseivel és ez veszélybe sodorja bajtársai életét, majd el is hagyja a csapatot.                                                       | |                      |
| 11 | Kare no Mondai (彼の問題; Hepburn: Kare no Mondai)                                                                  | 2005. október 5.     |
| Szószuke folytatja a magányos bolyongását Hongkongban és találkozik egy prostituálttal, aki nagyon hasonlít Kanaméra. Eközben Tessa arra kényszerül, hogy bevesse a szigeten az M9-eseit, miután megerősítették a Codarl (m) jelenlétét. | |                      |
| 12 | Moeru Hong Kong (燃える香港; Hepburn: Moeru Hong Kong)                                                              | 2005. október 12.    |
| Szószuke Hongkongban rátalál a haldokló Gauronra, aki elmondja neki az igazat az Amalgamról és azt állítja, hogy megölte Kanamét. Szószuke dühében megöli Gauront. Gates és csapata megérkezik, hogy megöljék a felfordulást okozó Codarl (m) pilótáját. Tessa, felsőbb parancs ellenére elindítja az Arbalest-et.                                          | |                      |
| 13 | Cuzuku Hibi (つづく日々; Hepburn: Tsuzuku Hibi)                                                                     | 2005. október 19.    |
| Szószuke nem hajlandó az Arbalest-et vezetni, amíg Kaname meg nem jelenik előtte és talpra nem állítja. Ezután Szószuke elpusztítja Gates csapatát. Kaname visszatér Japánba, Szószuke pedig szembeszáll a Mithril vezetésével és azt kéri, hogy továbbra is ő lássa el Kaname védelmét.                                                                    | |                      |
| OVA | Vari to Hima na Szentaicsó no Icsinicsi (わりとヒマな戦隊長の一日; Hepburn: Wari to Hima na Sentaichō no Ichinichi) | 2006. május 26.      |
| Tessa félmeztelenül ébred a Tuatha de Danaan hídján, majd azzal tölti a napot, hogy visszaszerezze kedvenc plüssmaciját és kiderítse mi történt előző nap este, mikor ittasan bolyongott a bázison. | |                      |